# Hugh Fraser (Leichtathlet)
Hugh Lloyd Fraser (* 10. Juli 1952 in Kingston, Jamaika) ist ein kanadischer ehemaliger Sprinter.
Bei den Panamerikanischen Spielen 1975 in Mexiko-Stadt wurde er Sechster über 100 m, Fünfter über 200 m und gewann Bronze in der 4-mal-100-Meter-Staffel.
1976 erreichte er bei den Olympischen Spielen in Montreal über 200 m das Viertelfinale und kam mit der kanadischen Mannschaft in der 4-mal-100-Meter-Staffel auf den achten Platz.
Bei den Commonwealth Games 1978 in Edmonton wurde er mit der kanadischen 4-mal-100-Meter-Stafette Vierter.
Viermal wurde er Kanadischer Meister über 100 m (1974, 1975, 1977, 1978) und einmal über 200 m (1975).

## Persönliche Bestzeiten
- 100 m: 10,37 s, 13. Oktober 1975, Mexiko-Stadt (handgestoppt: 10,1 s, 29. Mai 1976, Québec)
- 200 m: 20,86 s, 15. Oktober 1975, Mexiko-Stadt